# Агротехсервис (футбольный клуб)
«Агротехсервис» (укр. ФК «Агротехсервіс») — украинский футбольный клуб из Сум. Основан в 1965 году под названием «Автомобилист».

## История
Сумский «Автомобилист» появился в 1965 году как детище местного автопредприятия № 18021. Дважды (в 1986 и 1990 гг.) выигрывал чемпионат области, и становился обладателем кубка Сумщины (1986 и 1987 гг.). В 1987 году принял участие в первенстве Украины среди КФК, став в зоне третьим призёром.
Именно эта команда в 1992 году, уже в чемпионате Украины вновь завоевала для города Сумы место во второй лиге. Но лишь до 1996 года. И вновь на несколько лет Сумы остались без профессиональной команды.

## Прежние названия
- 1965—1993: «Автомобилист» Сумы (укр. «Автомобіліст» Суми)
- 1993—1994: «СБТС» Сумы (укр. СБТС Суми)
- 1995: ФК «Сумы» (укр. ФК «Суми»)
- 1996: «Агротехсервис» Сумы (укр. «Агротехсервіс» Суми)

## Футболисты, сыгравшие более 100 матчей
- Олег Лукаш